# Kanonenuhr

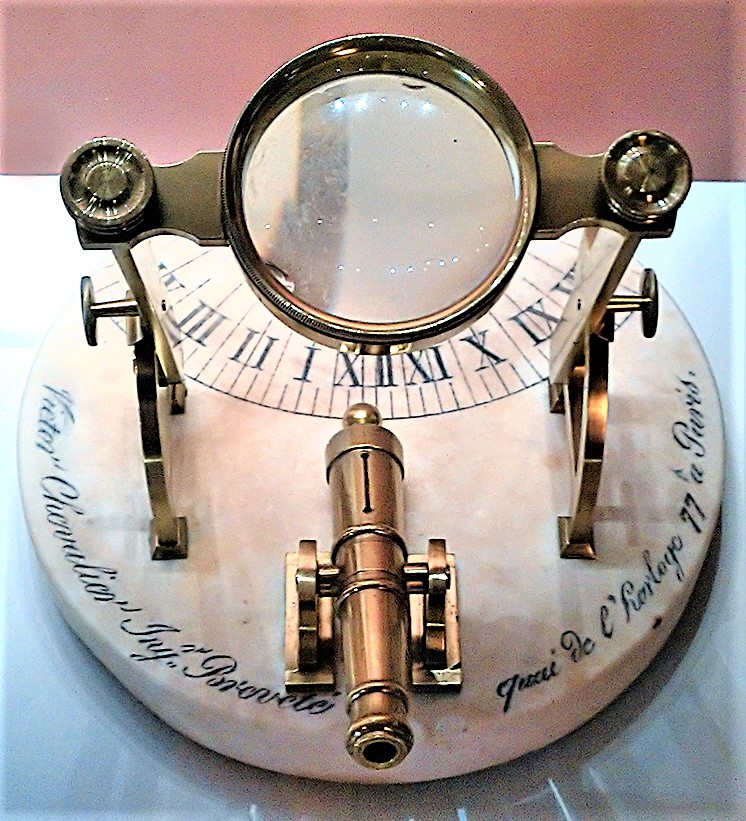
Kanonenuhr von Victor Chevalier, Paris, um 1800

Eine Kanonenuhr ist eine besondere Bauart der Sonnenuhr, welche es ermöglicht, zu einer festgelegten, einstellbaren Zeit ein Geräusch in Form eines Knalls abzugeben. Sie verfügt über ein Brennglas, das an einem drehbaren Bügel angebracht ist, und eine kleine Kanone, in der sich eine Schwarzpulverladung ohne Kugel befindet, welche über eine Lunte gezündet wird. Das Brennglas ist hierbei so angeordnet, dass sich der Brennpunkt für eine weit entfernte Lichtquelle auf der Lunte, welche die Schwarzpulverladung in der Kanone zündet, befindet. Durch Verstellen des Brennglases und durch Drehen der Uhr kann man den Zeitpunkt festlegen, zu dem die Zündung der Lunte durch die Sonne erfolgt.
Um die korrekte Orientierung zu erleichtern, kann eine derartige Uhr auch über einen Kompass verfügen.
Sonnenkanonenuhren wurden in früheren Jahrhunderten gelegentlich als „Spielerei“ oder als Reisewecker verwendet. Sie fanden auch Anwendung zur akustischen Signalisierung der Mittagszeit.